# قرار مجلس الأمن التابع للأمم المتحدة رقم 651
قرار مجلس الأمن التابع للأمم المتحدة 651، الذي اتخذ بالإجماع في 29 مارس 1990، بعد التذكير بالقرارات 598 (1987) و 619 (1988) و 631 (1989) و 642 (1989)، وبعد أن نظر في تقرير قدمه الأمين العام خافيير بيريز دي كويلار عن فريق مراقبي الأمم المتحدة العسكريين لإيران والعراق، قرر المجلس ما يلي :
(أ) دعوة كل من إيران والعراق إلى تنفيذ القرار 598؛
(ب) تجديد ولاية فريق مراقبي الأمم المتحدة العسكريين للعراق والعراق لمدة ستة أشهر أخرى حتى 30 سبتمبر 1990؛
(ج) أن يطلب إلى الأمين العام أن يقدم تقريرا عن الحالة وعن التدابير المتخذة لتنفيذ القرار 598 في نهاية هذه الفترة.